# Mitsubishi Ki-67 Hiryu
Mitsubishi Ki-67 Hiryū (飛龍, „Lecący Smok”; oznaczenie aliantów „Peggy”) – dwusilnikowy samolot bombowy produkowany przez Mitsubishi i używany w okresie II wojny światowej.

## Historia
Pierwsze prace nad wymaganiami na nowy ciężki samolot bombowy, będący następcą samolotów Ki-21 i Ki-49, japońskie lotnictwo Armii rozpoczęło w konsultacji z wytwórniami lotniczymi w połowie 1939 roku. Zlecenie na zaprojektowanie samolotu oznaczonego Ki-67 otrzymały zakłady Mitsubishi 28 czerwca 1940 roku. Wymagania obejmowały prędkość maksymalną 550 km/h i promień działania 1000 km z normalnym ładunkiem bomb 500 kg oraz 750 km z maksymalnym ładunkiem bomb 750 kg. Pod względem udźwigu bomb samolot odpowiadał zagranicznym bombowcom średnim, lecz w Japonii był klasyfikowany jako ciężki (jūbakugekiki) – zdolny do przenoszenia bomb największego wagomiaru i atakowania celów na dalekim zapleczu.
14 grudnia 1940 roku przedstawiono lotnictwu pierwszą makietę samolotu. 17 lutego 1941 roku zostało złożone zamówienie na budowę trzech prototypów, lecz zmiany dokonywane w projekcie i oczekiwanie na silniki spowodowały 14-miesięczne opóźnienie i prototyp ukończono dopiero w listopadzie 1942 roku. Został on oblatany 27 grudnia 1942 roku w Kakamigahara. Kolejne prototypy oblatano w lutym i kwietniu następnego roku. Zamówiono następnie 17 samolotów przedseryjnych, a 2 grudnia 1943 roku skierowano samolot Ki-67 do produkcji seryjnej. Otrzymał on oficjalne oznaczenie w długim systemie: ciężki samolot bombowy Typ 4 i nazwę Hiryū (Lecący Smok). Pierwsze samoloty seryjne wyprodukowano w lutym 1944 roku.
Produkcja samolotu trwała w dwóch wytwórniach koncernu Mitsubishi, a od grudnia 1944 także w zakładach Kawasaki do końca wojny i łącznie wyprodukowano 697 egzemplarzy.
Na bazie Ki-67 opracowano ciężki samolot myśliwski Mitsubishi Ki-109, wyprodukowany w ilości 22 sztuk pod koniec wojny, które zostały specjalnie zaprojektowane do walki z B-29.

## Opis
Dwusilnikowy wolnonośny średniopłat o konstrukcji całkowicie metalowej, półskorupowej, z wolnonośnym klasycznym usterzeniem i chowanym podwoziem. 
Załoga liczyła osiem osób: pilot, bombardier (drugi pilot), nawigator (radiooperator) i pięciu strzelców (przedni, górny, dwóch bocznych i ogonowy).
Uzbrojenie ofensywne stanowiły bomby przenoszone w komorze bombowej o maksymalnej masie 800 kg. Stosowano warianty maksymalne: 15 bomb po 10, 30 lub 50 kg (do 750 kg), osiem bomb po 100 kg, trzy bomby po 250 kg albo jedna bomba 500 kg. Od końca 1944 roku (161. egzemplarza) można było pod kadłubem zamiast bomb przenosić torpedę lotniczą Typ 91.
Uzbrojenie obronne stanowiło jedno działko 20 mm Ho-5 (Typ 2) i 4 lub 5 wielkokalibrowych karabinów maszynowych 12,7 mm Ho-103 (Typ 1):
- 1 działko 20 mm w górnej wieżyczce (400 nabojów),
- 1 km 12,7 mm w stanowisku przednim (500 nabojów),
- 2 km-y 12,7 mm w stanowiskach bocznych z tyłu kadłuba (po 500 nabojów),
- 1 km 12,7 mm w stanowisku tylnym (600 nabojów) lub 2 km-y (od 451. egzemplarza, nie na wszystkich samolotach)[11].